# Copelatus subterraneus
Copelatus subterraneus är en skalbaggsart som beskrevs av Borislav Guéorguiev 1978. Copelatus subterraneus ingår i släktet Copelatus och familjen dykare. Inga underarter finns listade i Catalogue of Life.